# Eduard von Bonin
Eduard von Bonin (7 de marzo de 1793 - 13 de marzo de 1865) fue un general prusiano quien sirvió como Ministro de Guerra de Prusia entre 1852-54 y 1858-59.

## Biografía
Bonin, de la familia noble Bonin de Pomerania y Prusia Oriental, nació en Stolp en Pomerania Ulterior. En 1806 entró en el regimiento del Duque Federico Guillermo de Brunswick-Wolfenbüttel. Durante la Cuarta Coalición contra Napoleón Bonaparte, participó en la retirada de Gebhard Leberecht von Blücher hasta Lübeck, donde fue hecho prisionero. Liberado después de dar su palabra de honor, Bonin estudió en el gymnasium en la ciudad-guarnición de Prenzlau.
En agosto de 1809, Bonin entró en el 1.º Regimiento de Guardias (Garderegiment) como alférez (Fähnrich). Promovido a teniente (Leutnant) en 1810, fue hecho adjunto de la Guardia durante las batallas de 1813 y 1814. En París, recibió la Cruz de Hierro, de 1.ª Clase. Fue sucesivamente promovido a capitán (Hauptmann) en 1817, mayor del Regimiento Alejandro (Alexanderregiment) en 1829, coronel (Oberst) en 1842, y oficial comandante de la 16.ª Brigada de Infantería en 1848.
Bonin tomó el mando de la Brigada de Línea Prusiana el 26 de marzo de 1848, durante la Primera Guerra de Schleswig. Se distinguió en las batallas de Schleswig y Düppel. Después del armisticio de Malmö, fue nombrado oficial comandante del ejército de los ducados unidos de Schleswig y Holstein, que organizó y fortaleció durante el invierno de 1848-49. Luchó con suceso en Kolding el 20 de abril y el 23 de abril de 1849, pero fue incapaz de capturar Fredericia y sus fuerzas fueron forzadas a retroceder el 6 de julio. Después del segundo armisticio entre Prusia y Dinamarca, Bonin renunció al mando del ejército de Schleswig-Holstein y volvió al Ejército Prusiano en abril de 1850.
Siendo primero comandante de guarnición en Berlín, pasó a oficial comandante de la 16.ª División en Tréveris. Fue promovido a teniente-general (Generalleutnant) y nombrado Ministro de Guerra en marzo de 1852. Abogaba por una mayor movilidad táctica de la infantería, a la que proporcionó mejor armamento. Presidió la fusión del Landwehr (fuerzas irregulares) con las tropas de línea de frente a través de la creación de una línea mixta de brigadas Landwehr y de línea. También intentó mejorar la organización del Landwehr de caballería.
Opuesto a la influencia rusa en la política prusiana durante la Guerra de Crimea, Bonin fue depuesto en 1854 después de que oficiales de alto rango alegaran que había intentado "crear un cisma en el ejército prusiano" a través de comentarios antirrusos.
Recibió el mando de la 12.ª División en Neisse en 1854. Después se convirtió en vicegobernador en Maguncia el 20 de marzo de 1856. Después de que el ministro Otto von Manteuffel fuera destituido el 6 de noviembre de 1858, Bonin volvió al Ministerio de Guerra a petición del Príncipe-Regente Guillermo. Bonin así retornó a un ministerio más liberal opuesto a las políticas reaccionarias de los ocho años anteriores. Era más favorable a políticas constitucionales que muchos de los oficiales de alto rango. Como Ministro de Guerra, Bonin insistió en que "fuera consultado en todos los asuntos militares, y que le fuera permitido contradecir todas las órdenes militares importantes y que todas las comunicaciones reales a los generales de mando pasaran por sus manos".
Albrecht von Roon quería fusionar la milicia de los Landwehr con el ejército profesional de línea; Bonin, un discípulo del reformador napoleónico Hermann von Boyen, favorecía a los Landwehr y pensaba que el plan de Roon lograría "separar al ejército del país". En lugar de enfrentarse directamente a Roon, Bonin intentó retrasar el plan de Roon mediante dilaciones y apelaciones a Guillermo. Sin embargo, preocupado por la guerra en Italia, Guillermo quería expandir y reformar todo el cuerpo. Influenciado por el rival de Bonin, Edwin von Manteuffel, Guillermo escogió a dedo una comisión militar especial encabezada por Roon para redactar un proyecto de reforma en septiembre de 1859. Furioso de que el Ministerio de Guerra fuera sobrepasado por las acciones de Guillermo, Bonin criticó las reformas propuestas y señaló la inviavilidad de ese presupuesto. Cerciorándose de que Guillermo había perdido la paciencia con él, Bonin dimitió en noviembre. Fue remplazado como Ministro de Guerra un mes más tarde por Roon. Bonin fue consiguientemente hecho comandante general del VIII. Cuerpo de Ejército (Armeekorps) en Coblenza, donde más tarde murió.

## Obras de Bonin
- Grundzüge für das zerstreute Gefecht. Verlag Mittler, Berlín 1839.